# Cappella delle Figlie del Cuore di Gesù
Cappella delle Figlie del Cuore di Gesù, även benämnt Cappella del Convento Notre Dame des Oiseaux, är ett kapell i Rom, helgat åt Jesu heliga hjärta. Kapellet är beläget vid Via dei Villini i Quartiere Nomentano och tillhör församlingen San Giuseppe a Via Nomentana.
Kapellet är beläget i det klosterkomplex, vilket förestås av Figlie del Cuore di Gesù, en kongregation, grundad år 1873 av Maria di Gesù Deluil-Martiny (1841–1884; saligförklarad 1989) i Berchem i provinsen Antwerpen.

## Historia
Kapellet och klosterbyggnaden uppfördes åren 1900–1903 i nyromansk stil efter ritningar av den italienske arkitekten Carlo Busiri Vici (1856–1925). Klostret är beläget ovanpå Sankt Nikomedes katakomber.